# Ratières
Ratières település Franciaországban, Drôme megyében. Lakosainak száma 275 fő (2022. január 1.). Ratières Bathernay, Bren, Charmes-sur-l’Herbasse, Claveyson, Saint-Avit és Saint-Donat-sur-l’Herbasse községekkel határos.

## Népesség
A település népessége az elmúlt években az alábbi módon változott:
| Lakosok száma | 222  | 182  | 206  | 275  | 264  | 268  | 270  | 266  | 269  | 275  |
|               | 1968 | 1982 | 1990 | 2006 | 2013 | 2015 | 2017 | 2019 | 2020 | 2022 |